# Präälä
Präälä är en ö i Finland. Det ligger i Bottenhavet och i kommunen Euraåminne (tidigare Luvia) i den ekonomiska regionen  Björneborgs ekonomiska region i landskapet Satakunta, i den sydvästra delen av landet. Ön ligger omkring 23 kilometer väster om Björneborg och omkring 240 kilometer nordväst om Helsingfors.
Öns area är 1,9 hektar och dess största längd är 0,5 kilometer i öst-västlig riktning.
Ön ligger i yttre skärgård nära Säbbskär i Luvia skärgård.